# Elezioni presidenziali nelle Seychelles del 2015
Le elezioni presidenziali nelle Seychelles del 2015 si tennero dal 3 al 5 dicembre (primo turno) e dal 16 al 18 dicembre (secondo turno).

## Risultati
| Candidati        | Partiti                                                           | I turno | I turno | II turno | II turno |
| Candidati        | Partiti                                                           | Voti    | %       | Voti     | %        |
| ---------------- | ----------------------------------------------------------------- | ------- | ------- | -------- | -------- |
| James Michel     | Partito del Popolo                                                | 28 911  | 47,76   | 31 512   | 50,15    |
| Wavel Ramkalawan | Partito Nazionale delle Seychelles                                | 21 391  | 35,33   | 31 319   | 49,85    |
| Patrick Pillay   | Alleanza Seychellese                                              | 8 593   | 14,19   |          |          |
| Alexia Amesbury  | Partito delle Seychelles per la Giustizia Sociale e la Democrazia | 832     | 1,37    |          |          |
| Philippe Boullé  | Indipendente                                                      | 411     | 0,68    |          |          |
| David Pierre     | Movimento Popolare Democratico                                    | 400     | 0,66    |          |          |
| Totale           | Totale                                                            | 60 538  | 100     | 62 831   | 100      |